# Чемпионат Европы по самбо 2017
Чемпионат Европы по самбо 2017 года прошёл 18-22 мая в Минске (Белоруссия).

## Медалисты

### Мужчины
| Весовая категория | Золото                        | Серебро                      | Бронза                                                  |
| ----------------- | ----------------------------- | ---------------------------- | ------------------------------------------------------- |
| до 52 кг          | Тигран Киракосян · Армения    | Агасиф Самедов · Азербайджан | Левани Берерашвили · Грузия Алексей Клюкин · Россия     |
| до 57 кг          | Владимир Гладких · Россия     | Вахтанг Чидрашвили · Грузия  | Владислав Бурдь · Беларусь Максим Манукян · Армения     |
| до 62 кг          | Владимир Березовский · Россия | Артур Саакян · Армения       | Вадим Фомин · Эстония Звияд Одошашвили · Грузия         |
| до 68 кг          | Александр Кокша · Беларусь    | Эмиль Гасанов · Азербайджан  | Ласло Сёке · Румыния Рамед Гукев · Россия               |
| до 74 кг          | Леван Нахуцришвили · Грузия   | Ашот Мартиросян · Болгария   | Степан Попов · Беларусь Арсен Казарян · Армения         |
| до 82 кг          | Али Куржев · Россия           | Тимофей Емельянов · Беларусь | Алексей Ниженко · Украина Нико Куция · Грузия           |
| до 90 кг          | Михаил Полянсков · Россия     | Паата Гвиниашвили · Грузия   | Жордан Валентин · Франция Алексей Степаньков · Беларусь |
| до 100 кг         | Вячеслав Михайлин · Россия    | Денис Тачий · Молдова        | Андрей Казусёнок · Беларусь Андрей Болобан · Украина    |
| свыше 100 кг      | Юрий Рыбак · Беларусь         | Аслан Камбиев · Россия       | Бека Бердзенишвили · Грузия Давид Фернандес · Испания   |

### Женщины
| Весовая категория | Золото                         | Серебро                     | Бронза                                                     |
| ----------------- | ------------------------------ | --------------------------- | ---------------------------------------------------------- |
| до 48 кг          | Елена Бондарева · Россия       | Лейла Аббасова · Беларусь   | Цветелина Цветнова · Болгария Анастасия Новикова · Украина |
| до 52 кг          | Анастасия Поликарпова · Россия | Мария Буёк · Украина        | Марина Жарская · Беларусь Магдалена Варбанова · Болгария   |
| до 56 кг          | Анастасия Валова · Россия      | Кристина Казаной · Беларусь | Фурунье Лора · Франция Наталья Илкив · Украина             |
| до 60 кг          | Анастасия Шевченко · Украина   | Арина Пчелинцева · Россия   | Даниэла Поронеану · Румыния Сабина Артемчук · Молдова      |
| до 64 кг          | Татьяна Мацко · Беларусь       | Майя Благожевич · Хорватия  | Анна Щербакова · Россия Юлия Храмова · Украина             |
| до 68 кг          | Анастасия Хомячкова · Россия   | Ивана Яндрич · Сербия       | Екатерина Москалова · Украина Анжела Жилинская · Беларусь  |
| до 72 кг          | Нино Одзелашвили · Грузия      | Ирина Алексеева · Россия    | Наталья Смаль · Украина Ольга Намазова · Беларусь          |
| до 80 кг          | Мария Оряшкова · Болгария      | Алина Ковальская · Украина  | Дайна Амбарцумова · Россия Светлана Тимошенко · Беларусь   |
| свыше 80 кг       | Анастасия Сапсай · Украина     | Елена Кебадзе · Грузия      | Анна Балашова · Россия Элена Чирак · Франция               |

### Боевое самбо
| Весовая категория | Золото                     | Серебро                      | Бронза                                                   |
| ----------------- | -------------------------- | ---------------------------- | -------------------------------------------------------- |
| до 52 кг          | Владимир Ламанов · Россия  | Григорий Мхитарян · Армения  | Гинтаутас Каткус · Литва                                 |
| до 57 кг          | Курбан Магомедов · Россия  | Андрей Кучеренко · Украина   | Харутян Саргсян · Армения Артур Крухов · Беларусь        |
| до 62 кг          | Александр Саликов · Россия | Александр Воропаев · Украина | Коля Карапетян · Армения Ник Шандер · Германия           |
| до 68 кг          | Павел Пантелеев · Россия   | Антони Лефевр · Франция      | Иван Кратцев · Болгария Илья Бубнов · Беларусь           |
| до 74 кг          | Ованес Абгарян · Россия    | Эдуард Муравицкий · Беларусь | Михаил Николов · Болгария Михаэль Осмоловский · Германия |
| до 82 кг          | Икрам Алискеров · Россия   | Дмитро Баток · Украина       | Илья Дровнясин · Эстония Миндаугас Версбичкас · Литва    |
| до 90 кг          | Султан Алиев · Россия      | Владимир Сутоцкий · Беларусь | Пётр Давыденко · Украина Эдгард Мехрабян · Армения       |
| до 100 кг         | Михаил Мохнаткин · Россия  | Теодорас Аукстуолис · Литва  | Бьерн Бачманн · Германия Сергей Фирсов · Беларусь        |
| свыше 100 кг      | Денис Гольцов · Россия     | Размик Тоноян · Украина      | Артур Захаренко · Беларусь Эймантас Вайкосас · Литва     |

## Командные результаты

### Спортивное самбо, женщины
1. Россия;
2. Украина;
3. Беларусь;

### Спортивное самбо, мужчины
1. Россия;
2. Беларусь;
3. Грузия;

### Боевое самбо
1. Россия;
2. Украина;
3. Беларусь;